# Streetfighter (motocicleta)

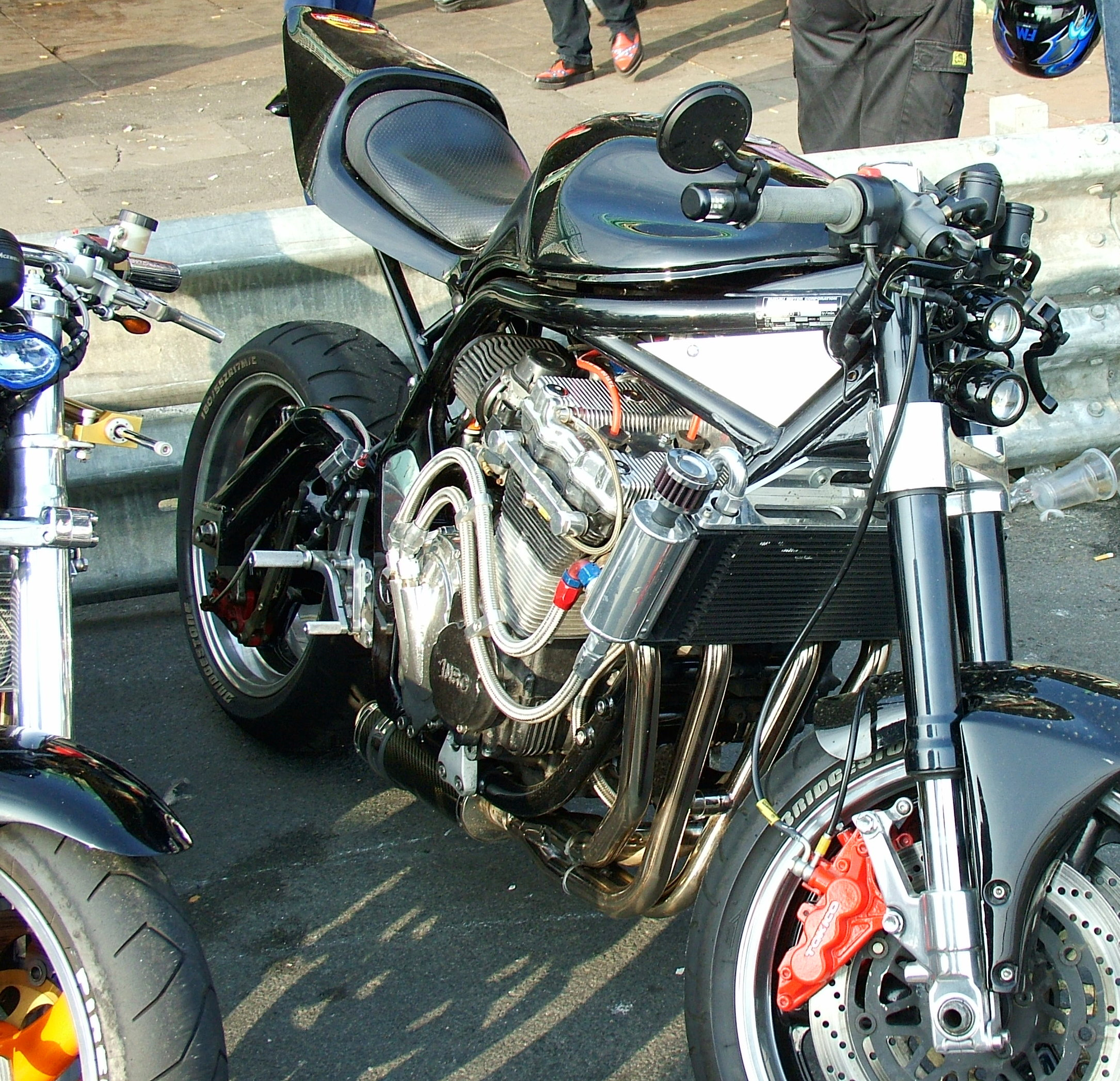

Una Streetfighter, muscle bike o supernaked es un tipo de motocicleta de alto rendimiento. Por lo general, es una motocicleta deportiva o superbike de gran cilindrada, a la que se le han eliminado los carenados y el parabrisas, y se ha modificado para darle una imagen y aspecto característicos: un par de faros grandes y redondos, manillares altos y verticales como los de una motocicleta de motocross, silenciadores cortos, ruidosos y livianos, y cambios en las ruedas dentadas para aumentar el par y la aceleración a velocidades más bajas. También se le puede haber realizado una preparación al motor para dar un desempeño superior al de la motocicleta base.
Originalmente son el resultado de la evolución que experimentaron las motos más potentes de los años 80 y 90, para acabar consolidándose a principios del nuevo siglo como uno de los movimientos moteros con más proyección. A lo largo de los años y con asombrosa rapidez, el concepto ha ido radicalizándose, haciendo cada vez más extremas las preparaciones de Streetfighters. La base de este tipo de motocicleta es una superbike o naked, que normalmente proviene de un siniestro o que presenta un deterioro general, que se personaliza mediante la eliminación del carenado (si lo tuviera) dejando el chasis y motor, a la que se le han efectuado otros cambios que le dan un aspecto más agresivo y que la diferencia de la moto de origen.
Popularizada por los moteros de Europa, este tipo de motocicleta está ganando adeptos en todo el mundo siendo cada vez mayor la expansión de este movimiento.

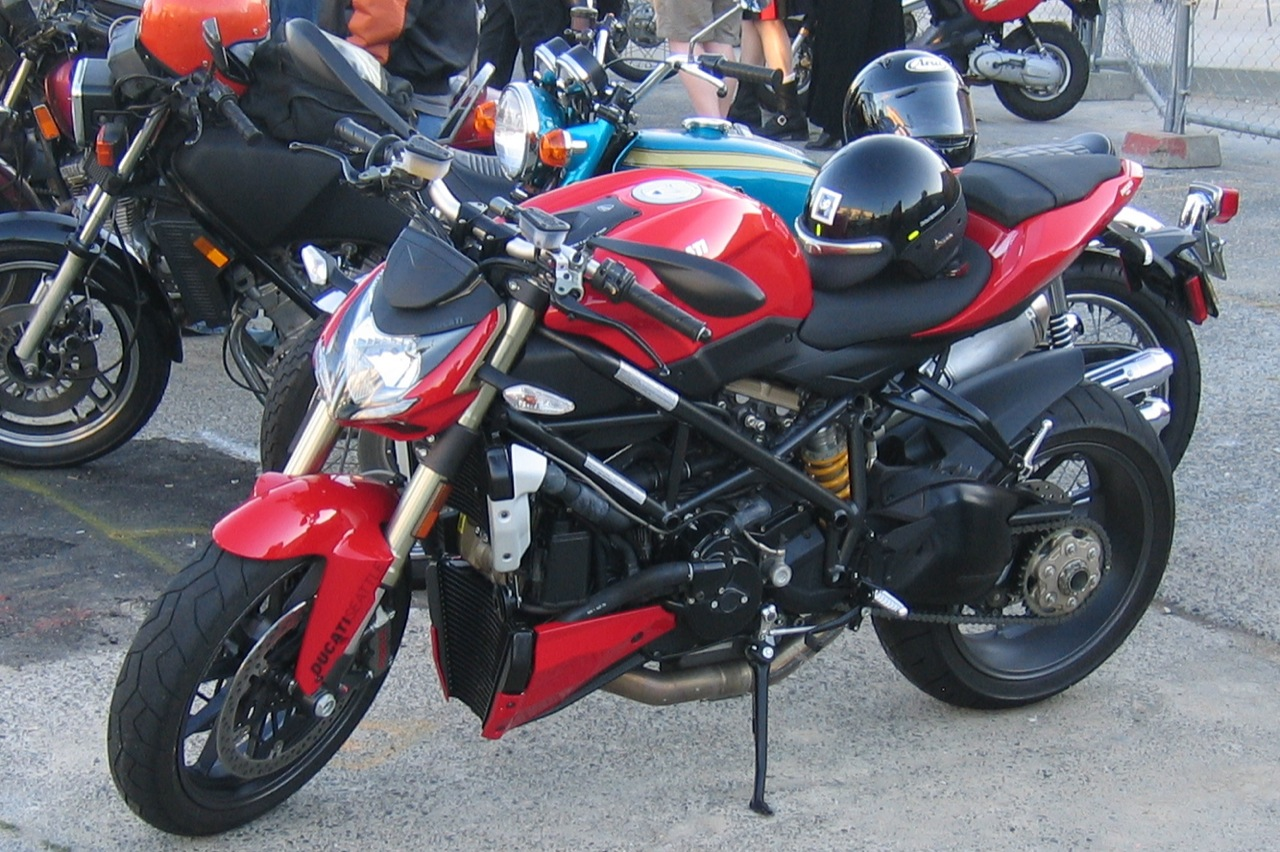
Un 2009 Ducati Streetfighter.

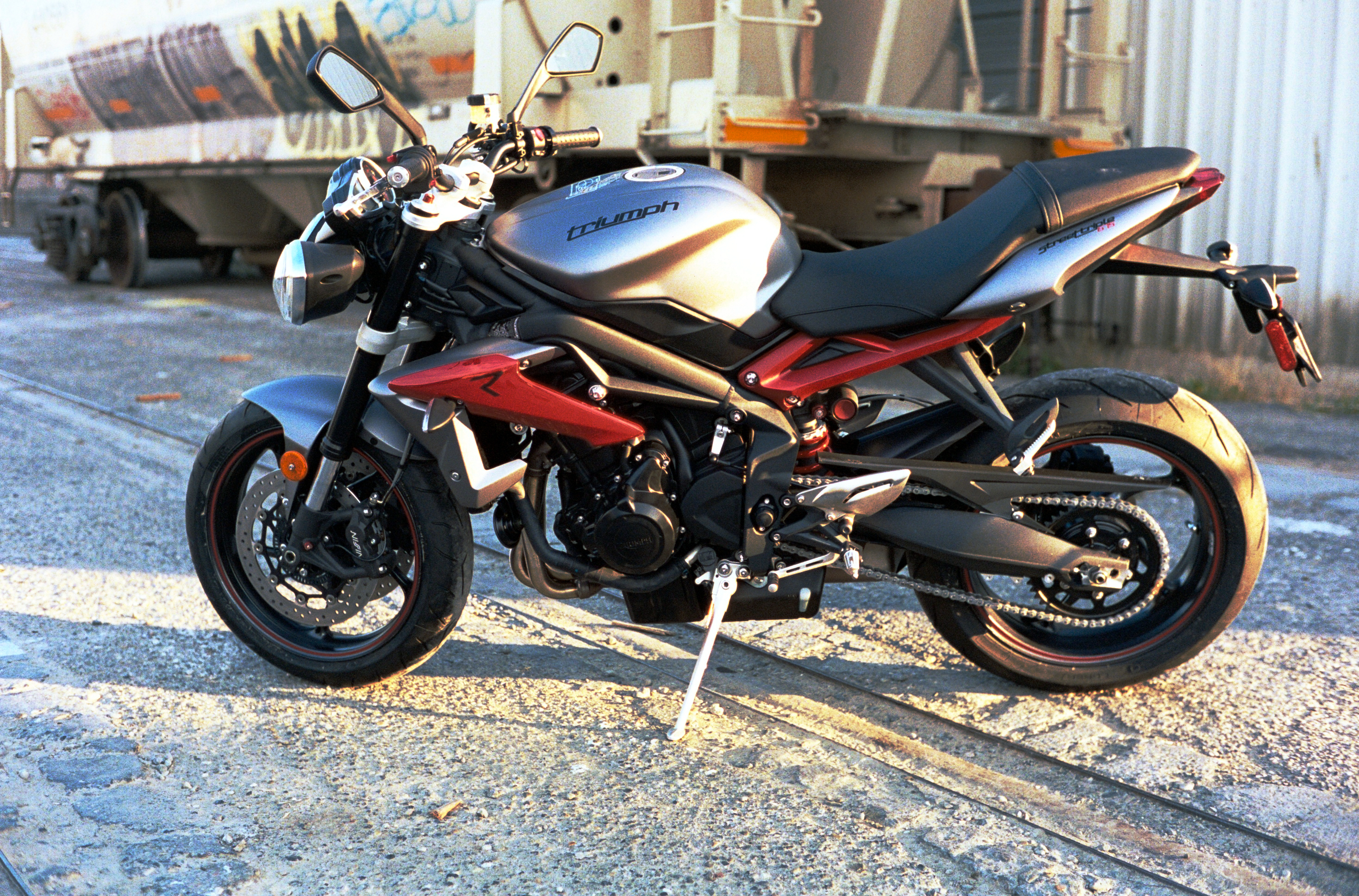
2014 Triumph Street Triple R

## Características
- Equipan motores de alta cilindrada y rendimiento, de hecho suelen ser los mismos que usan las Supersport y Superbikes de sus correspondientes marcas.
- Parte ciclo deportiva, dotada de un chasis fuerte y ligero, horquilla invertida, frenos de gran mordiente, etc.
- La carrocería, prácticamente inexistente, suele ser compacta y de líneas angulosas y agresivas.
- Como peculiaridad y rasgo característico; la rueda de trasera queda más atrasada que el colín, que es elevado, para dejar esta a la vista; al contrario que en la mayoría de los tipos de motocicletas.

## Origen del nombre
El origen del término Streetfighter, que en español significaría «luchador callejero» o «guerrera urbana», pertenece a dos corredores de drag, Odgie y Lil 'Mark, que trabajaron en BSH (Back Street Héroes - una revista británica) a principios de los 90 que aplican ese término a las motocicletas que modificaron para mejorar su rendimiento y prestaciones, sin pensar en la comodidad. El término se ha diluido un poco y ahora es aplicado regularmente a cualquier motocicleta con manillar medio-alto (no semi-manillar), sin carenado. En los últimos años, el término también ha llegado a ser apropiado por los fabricantes de motocicletas para ser aplicado a las motocicletas fabricadas sin carenado, generalmente basados en el mismo motor / bastidor que las R's, cosa de la que los Fighter renegamos ya que una streetfighter tiene unos rasgos que hasta ahora ningún fabricante ha producido en serie y porque hasta ahora una Streetfighter es construida por su propietario ya sea por el mismo o por encargo.

## Orígenes
A pesar de que tiene sus raíces en la cultura Cafe Racer de la década de los 50 y los 60, han cambiado mucho las cosas desde sus orígenes hasta hoy en día. La tendencia actual parece haber nacido en Italia a finales de 1980, cuando los propietarios de las motocicletas tenían accidentes y rompían los caros carenados en accidentes y corrían sin ellos, dando esa imagen de motocicleta «sin terminar». Pero las Streetfighter aparecieron en Gran Bretaña a finales de los años 80, en las ciudades más saturadas de tráfico urbano. Rápidamente se propaga a Europa, sobre todo a Alemania. En España actualmente es una minoría. A nivel internacional el evento más importante del mundo Streetfighter es el Fighterama en Alemania, celebrado anualmente en las últimas fechas del año, donde se exponen los mejores modelos y donde los pocos fabricantes de piezas exponen y venden gran cantidad de piezas para hacer preparaciones. Como su propio nombre indica, las Streetfighters son de uso principalmente urbano, aunque también es normal su uso por carretera o incluso en circuito, ya que su ausencia de carenado y radical postura no las hacen del todo aptas para largos trayectos, pero el auténtico Fighter está hecho a todo.

## Características
Para su construcción se usan materiales modernos, tales como la fibra de vidrio, fibra de carbono, aluminio, etc. Se modifica tanto la estética como la mecánica de la moto, hasta el punto de darles unas prestaciones impresionantes aumentando caballos de potencia, par de motor, electrónica, se modifican los sistemas de admisión, frenada, etc. Irónicamente, en algunos casos, se invierte más en las modificaciones que en el coste real de la motocicleta. Estéticamente se caracterizan por tener el colín trasero alzado en un ángulo muy exagerado, casi siempre monoplaza, dejando a la vista gruesos neumáticos traseros y recortados tubos de escape. Al carecer de carenado y dejar a la vista el chasis se pulen o croman algunas piezas. En casos extremos, los chasis y basculante son realizados ex profeso para la moto, partiendo únicamente del motor de origen de la moto. Estos chasis se suelen realizar con tubos de mayor diámetro de los originales. El fabricante de chasis Spondon  Archivado el 4 de abril de 2009 en Wayback Machine. le ha dado nombre a este tipo de chasis (ha sido adoptado por el mundo Fighter). Además de esto, se crean accesorios de formas imposibles y de orígenes inverosímiles, ya que la imaginación y la inventiva no está reñida con la estética en este tipo de motos. El faro de origen se sustituye generalmente por máscaras o caretas, (lampenmaske en alemán) asemejándose los frontales a caras con ojos luminosos, incluso llegándose a usar la imagen de personajes de cine y cómics. También existe la posibilidad de montar faros, que por norma general suelen ser pequeños y sofisticados, aunque siempre que no rompa la estética de la moto puede ser montada.
El trabajo de pintura de una Fighter es el 90% del trabajo, por lo que es una de las cosas más cuidadas de la moto, los colores varían desde las aerografías más delirantes, hasta las más siniestras, pasando por el siempre presente negro mate. El símbolo de las Streetfighter es el puño americano y suele representarse en alguna parte de la moto, ya sea en el trabajo de pintura, en piezas o grabado en alguna parte de la moto.

## Motos más utilizadas como base
Originalmente, las Suzuki GSX-R y la Honda CBR que habían sufrido un accidente o declaradas como siniestro total, en los inicios eran las más usadas como base para realizar las modificaciones StreetFighter. La GSX-R ha sido una de las más empleadas, usando la doble óptica que venía de serie en la transformación a Streetfighter. Esta estética se ha convertido en un rasgo típico de los intentos de StreetFighter de serie, como por ejemplo la Triumph Speed Triple. En 1993 entró en escena la Ducati Monster que marcó una época en las preparaciones. En 1994 apareció la Triumph Speed Triple, usando como base la Daytona. Arrasó, por estética y mantenimiento. Con el paso de los años estas motocicletas han mejorado mucho y además han aparecido más marcas siguiendo esa estética: Benelli, Aprilia, Bimota, BMW, Moto Guzzi, Moto Morini, MV Agusta, y Buell, filial de Harley Davidson. Incluso los "cuatro grandes" fabricantes japoneses de motocicletas, Honda, Kawasaki, Suzuki y Yamaha que están entrando en este mercado. Actualmente todas estas marcas están siendo usadas como "base" Streetfighter, ya que sus propietarios descontentos con la imagen de "Streetfighter de serie" han radicalizado aún más estos diseños convirtiéndolas en auténticas Streetfighter.

## Modificaciones
- Semimanillar sustituido por manillar de cross.
- Colín elevado y recortado.
- Carenado eliminado, modificado y/o sustituido.
- Pintura y cromados.
- Cambio y/o recorte del tubo de escape.
- Faros sustituidos por careta o en su defecto por otros de aspecto más acorde.
- Neumático trasero ensanchado.
- Desarrollo de piñón/corona acortado para ganar aceleración.
- Discos de freno mejorados.
- Pinzas de freno de máxima calidad.
- Subchasis Recortado y elevado.
- Horquilla sustituida por horquilla invertida.
- Basculante Reforzado, modificado o sustituido por uno tipo monobrazo
- Mejoras de motor, admisión de aire, electrónica, FI, NOS, etc.

A pesar de que el mercado cada vez está más lleno de motos que han adoptado parte de la estética Streetfighter, no existen Streetfighters de serie, ya que la verdadera esencia, está en las horas trabajadas por el Fighter en su moto, no en una moto construida en una fábrica sin sentimiento. Por lo general las Streetfighter son construidas por su propietario, ya sea por el mismo o previo encargo en un taller especializado. Como base se usan motos viejas, entiéndase por viejas de los años 80 y 90, aunque actualmente se están usando motos con pocos años, ya sean nuevas o que han sufrido algún accidente y necesiten reparaciones, tipo R o RR o naked's. En la moto cada propietario se pone su límite y decide hasta dónde llega, pero los cambios generales suelen ser:

## Manillar
- Semimanillares

Son manillares que se colocan en la parte inferior de la tija superior lo cual te hace llevar una postura más deportiva e inclinada y la posición del manillar es inclinada hacia dentro levemente. 
- Manillar de cross

El manillar de cross es un manillar recto con una ligera curvatura y produce una postura más radical y de más fácil conducción de maniobra. 
- Fat Bar

El Fat bar es como uno de cross pero más bien plano son de un diámetro superior (28mm) y produce una postura más radical y de más fácil conducción de maniobra. 
- Drag bar

Es un manillar muy largo, al igual que el Fat bar es totalmente plano, lo cual exige un manejo muy cuidadoso debido a su longitud y difícil maniobra pero da una conducción súper agresiva al llevar los brazos muy abiertos.
Los tres últimos tipos aparte de los Semimanillares se sujetan a la tija superior por unas torretas, atornilladas a unos taladros mecanizados en la tija y estas pueden ser bajas para no elevar mucho la postura de conducción.

## Carrocería
Ya que se suelen tomar bases de motos RR, también conocidas como Racing, estas motos llevan carenado de fábrica, el carenado la parte que lleva la moto a ambos laterales y en el frontal, tapando el motor y partes de la moto, a las Streetfighter se les retira o en algún caso se les modifica, aunque principalmente se les retira. Si se modificara el carenado se le suelen hacer unas piezas similares a los cubre radiadores de las de motos de cross usándose a veces estas piezas. La parte de la quilla suele ser cortada del carenado para hacerle una quilla a la Streetfighter. El origen de las piezas no tiene por qué ser un accesorio de catálogo para la moto que se ha usado como base, ya que por norma general se montan piezas de motos de diferentes marcas, cilindradas e incluso se fabrican las piezas partiendo de cosas tan inverosímiles como un cubo o el paragolpes de un coche o en su defecto se hace la pieza partiendo de cero, usando un modelo de madera, espuma o cartón. 
- Quilla

La quilla es una pieza característica de las Streetfighters, está colocada en la parte inferior de la parte delantera del chasis (bajo el motor) que consigue darle un toque más radical a la carrocería de la moto. La quilla puede ser cortada del carenado para hacerle una quilla, puede ser comprada para el modelo de la moto u otro modelo de moto sin ser necesariamente específica para la moto de origen o puede ser construida con poliéster, partiendo de alguna pieza o partes de otras motos sin ser específicamente una quilla, como por ejemplo un frontal de un Scooter. 
- Colín

Es la parte más característica de una Streetfighter generalmente se modifica el ángulo del colín elevándolo y para ello se modifica el subchasis de origen acortándolo y colocándole unas bieletas. Si no se modifica el de origen, se construye uno ex profeso para el nuevo colín. Generalmente si se usa el de serie de esta o de otra moto, si es biplaza, se cambia de biplaza a monoplaza, es decir se elimina la posibilidad de llevar pasajero y sólo hay asiento para el piloto. Para modificar un colín biplaza a monoplaza se hace una tapa para sustituir por el asiento del pasajero. Por lo general se usan colines de otras motos o fabricados específicos para Streetfighter, aunque también se puede hacer uno mismo el colín, usando fibra de vidrio y masilla o modificando uno de un aspecto acorde con nuestro gusto, modificando su forma y estilo. Aunque el origen de esta pieza tampoco es generalizado puede provenir de colines motos o scooters o de una pieza que asemeje a la forma que queremos darle a la moto, previo trabajo con el poliéster. 
- Máscara o faro

La careta es la otra parte característica de una Streetfighter. Existe actualmente una gran variedad de máscaras en catálogo de diferentes formas, adoptando formas que asemejan a una cara o con formas angulosas redondas o futuristas. También se suelen usar máscaras de scooters o de motos de cross modificándolos en algunos casos para cambiar su forma de origen. Bajo esta máscara se le montan los faros que suelen ser específicos o adaptados de otras motos. 
En otro estilo de Streetfighters se sustituyen los faros de la moto de origen por otros más pequeños y sofisticados dándole así un toque más agresivo. También se le pueden faros redondos o clásicos tipo custom acercándose este estilo a veces las antiguas Cafe Racer, aunque siempre buscando ese punto radical y diferente. También se usan faros de motos tipo RR de formas agresivas o raras a las que generalmente, se le hace una máscara para cubrir las partes feas de plástico. Por último las máscaras también suelen ser fabricadas por los Fighters, partiendo de cero o de una máscara de un personaje de cómics o de cine como Depredador, Alien, Terminator, The Punisher, Darth Vader, etc., modificándola con poliéster y masilla, para hacer esa máscara que diferencia su moto del resto y que no se encuentra en ningún catálogo, haciéndola así una moto única.
- Guardabarros

El guardabarros tanto el delantero como el trasero suele ser sustituido o simplemente modificado dándole formas más radicales. Se usan de diferentes orígenes, scooters, custom, provenientes de otras motos o construidos en fibra de carbono o vidrio por el Fighter, pudiendo en ocasiones prescindir del mismo por pura estética.
- Pintura

El trabajo de pintura es el 90% del aspecto final de la StreetFighter, ya que cada propietario da vida a su moto del color que más le guste. El uso de aerografías muy trabajadas está muy generalizado, aunque el trabajo de pintura es cuestión de gustos. Los estilos van desde el monocolor, difuminados y transparencias, hasta el uso multicolor, reflejando los gustos del propietario, ya sea asemejando al estilo del personaje de cómics o cine o el uso de estas para simular algún concepto en concreto, como por ejemplo cosas tan dispares como el infierno, briznas de hierba o una decoración asemejando un caza F-111. El estilo es el motivo que el propietario haya elegido para su moto. Por lo general el cromado o pulido de piezas es un recurso muy usado en las Streetfighters, usando también el anodizado (técnica que somete a un color a los metales) o el duradero Powder Coat, que es una técnica de pintura al horno de metales en polvo y un masificante.

## Resto de modificaciones
- Tubo de escape

Ya que en este estilo se busca el punto radical y agresivo, para conseguirlo se recorta el tubo y se eleva haciendo que apunte hacia arriba y por supuesto su sonido se modifica para que suene más fuerte, también llamado Db Killer (asesino de decibelios). Se suelen montar escapes de coche, de moto custom, de competición, etc., con acabados en Fibra de carbono, acero inoxidable, aluminio, cromado, etc. La forma y posición es diferente dependiendo del diseño de la moto o del estilo, pudiendo ubicarse debajo del colín, en un lateral con el mismo ángulo del colín, etc. El número de salidas puede variar 1, 2 o 4 salidas de escape, siendo el fin de esta parte de la moto, radicalizar aún más el aspecto de la Streetfighter. El colector de escape se cuida evitando su deterioro, oxidación o decoloración, para ello se pule, croma, pinta o se cubre de cinta anticalórica.
- Horquilla

La horquilla es la suspensión delantera de una moto. Las horquillas de serie, suelen ser convencionales ya que constan de barras y botellas inferiores, pero por norma general en las Streetfighter suelen substituirlas por unas invertidas, es decir el trabajo de la amortiguación es al revés, estando la parte que ubica el hidráulico en la parte superior de la barra. Las invertidas pueden ser fabricadas por el propietario o por encargo, modificando sustituyendo las tijas de origen, el coste de esta pieza es una de las más caras de la moto. Para ello se mecanizan (fabrican) unas tijas generalmente fabricadas en aluminio o hierro, más gruesas y usando las botellas de origen o de otra moto ya sean invertidas o no. El fin de esta modificación es aportarle a la parte delantera de la moto un aspecto de moto más fuerte tanto visual como mecánicamente, ya que las invertidas tienen mejor suspensión. Otra manera de modificar la horquilla de origen, es sustituyéndola por una invertida procedente generalmente de una Suzuki GSX-R; que es una moto fácil de encontrar en desguaces, deshuesaderos o de segunda mano; que se adapta al buje modificando las tijas de la GSX-R. 
- Basculante

El basculante es la pieza que sujeta la rueda trasera al chasis y hace la amortiguación. Por lo general suelen ser cambiados, es un trabajo de elevadas horas o precio, pero el cambio de esta pieza es una parte importante de una Streetfighter tanto en aspecto como en el comportamiento de la moto. El cambio más generalizado es de basculante normal (2 brazos) a basculante monobrazo. Éste sujeta la llanta por tan solo un lado de la esta. El basculante de origen también puede ser cambiado por uno de dos brazos, pero proveniente de otra moto con una imagen mejor o por uno tipo Spondon comprado a este fabricante o construido por el propietario (o bien encargado por este a un constructor). Su coste supone un desembolso de dinero importante, pero permite además de mejorar la imagen de la moto, montar una llanta más ancha, incluso llegándose a montar una llanta de coche en casos de preparación extrema.
- Amortiguador Trasero

Esta pieza es la que hace el trabajo de amortiguación en la parte trasera y está sujeta al basculante y al chasis y al ser una pieza importante, si la de origen no es de calidad suele ser sustituida o mejorada para dar una mejor amortiguación a la Streetfighter. El amortiguador puede ser de otra moto (no necesariamente de la misma marca), de competición o se mejora el de origen, montándole un muelle de mejor calidad. También se puede sustituir montando uno más largo, elevando el ángulo a la parte trasera y dando un aspecto más radical a la moto.
- Retrovisores

Los retrovisores se suelen sustituir por unos más pequeños tipo Custom o Racing o instalados en los terminales del manillar tanto en la forma correcta del espejo o inversa, montados en la parte inferior. Esta parte al igual que el resto es cuestión del gusto del propietario por lo que no se puede generalizar.
- Intermitentes y Luces Traseras

Los intermitentes son una pieza que no puede ser eliminada, para ello se suele montar de tamaños más pequeños, tanto en la parte delantera como trasera. Para la parte delantera existe la opción de montarlos en los terminales en las puntas del manillar. El piloto trasero es también obligatorio, al igual que la luz de matrícula. Su forma y estilo es en función del colín o del estilo de la moto, no pudiendo generalizarse en su forma o estilo, ya que es dependiente del colín, pudiendo montarse el de serie de este o adaptar de otras motos o de catálogo.
- Marcador e indicadores

Los marcadores de serie suelen ser muy grandes y suelen ser sustituidos por algunos más pequeños o con más funciones, existen multitud de marcas y formas, cuenta revoluciones, temperatura, consumo, con funciones para correr en circuito, etc., al igual que otras partes, depende del estilo de la moto, pudiendo montar velocímetros tipo custom, de Led o simplemente velocímetros de bicicleta. Estos pueden ser colocados en su forma original o integrarlos en el depósito de gasolina.
- Depósito del líquido refrigerante

También llamado vaso de expansión es una pieza que suelen ser cambiados ya que la moto de origen al ser una moto que originalmente llevaba carenado, este suele ser de plástico blanco, y su aspecto no concuerda con la estética de la moto. Para ello se sustituyen por botellas de cerveza, termos o válvulas de pequeñas máquinas o aquello que la imaginación del Fighter inspire.
- Sistema de frenado

La frenada es un aparte muy importante de la moto, de ello depende la integridad del conductor, por ello y al ser una moto de carácter urbano, se le suele dotar de unas altas prestaciones sustituyendo las pinzas originales, que de serie pueden ser de 1, 2 o 4 pistones, por pinzas de mayor potencia y eficacia de 6, 8 o incluso 16 pistones. 
Los discos se suelen sustituir por discos por discos ya sean de una imagen mejor o por mejorar su eficacia montando discos de mejor calidad y tamaño, montando en ocasiones dos discos por rueda. 
Otra parte de vital importancia son las manetas de freno y el pedal de freno o estribera que también se sustituyen por otros de mejor imagen y eficacia, montando bombas radiales de mejores prestaciones. 
Para unir las pinzas de freno y las manetas y estriberas, se montan latiguillos metálicos que son de mayor durabilidad y eficacia.
- Motor

Aparte del chasis y los frenos, el Motor es la parte más importante de una moto, el motor es una de las partes más mimadas de una Streetfighter. Si este proviene de una moto con muchos kilómetros, por lo general se desmonta el motor al completo para ponerlo a cero y una vez que está abierto el motor se procede a su limpieza y al pulido de algunas partes como el cilindro o las válvulas, se sustituyen piezas por otras de mejor calidad e incluso se modifica el sistema de admisión, montando filtros de aire de admisión directa, mejoras en la distribución, embrague, etc.. Por último al eliminar el carenado el motor queda a la vista, con lo que su acabado se vuelve más importante, por lo que se pinta o pule el motor mejorando así el carácter de la moto.
- Chasis

El chasis es la parte que sustenta toda la moto, por ello es lo más importante de la Streetfighter. Las modificaciones que se le efectúan al chasis deben de ser realizadas con conocimiento de lo que se está haciendo. El chasis no suele ser modificado lo que suele ser modificado es el subchasis que es la parte que sustenta el colín. Si la moto base es de Subchasis desmontable, se sustituye este por otro realizado para el nuevo colín, aprovechando las cogidas existentes para el subchasis de origen. En el caso de que sea de chasis fijo, no se puede cortar por delante del asiento del piloto, por problemas de homologación, para ello se corta por detrás del asiento del piloto y se modifica la parte trasera del subchasis para albergar el nuevo colín, que cambia en forma y ángulo. 
En el caso de los chasis tipo "Spondon" se parte del motor y las ruedas y se construye un chasis con tubos de mayor grosor que el de origen y con la meta de tener un chasis más resistente y fuerte tanto en aspecto físico como visual. 
- Llantas y neumáticos

Las ruedas es lo que mantiene a una moto y por ende a una Streetfighter. en la carretera, por ello la elección del tamaño de llantas y de gomas es tan importante en el aspecto visual como en las prestaciones que puede ofrecer a la Streetfighter. Se montan llantas de aleación por su durabilidad, ligero peso y estética. En la parte delantera se suelen montar una llanta de ancho normal mientras que en la parte trasera se suelen montar llantas de mayor ancho que la de origen para mejorar el aspecto tracción y el agarre de la moto, montando en algunos casos de preparaciones extremas llantas de coche. Los neumáticos que se montan por norma general en la parte trasera son de mayor ancho que el de origen, para dar una imagen más gorda de la moto. Las quemadas de ruedas es una práctica común en los Fighters y se suelen hacer en concentraciones y quedadas.